# Горжет

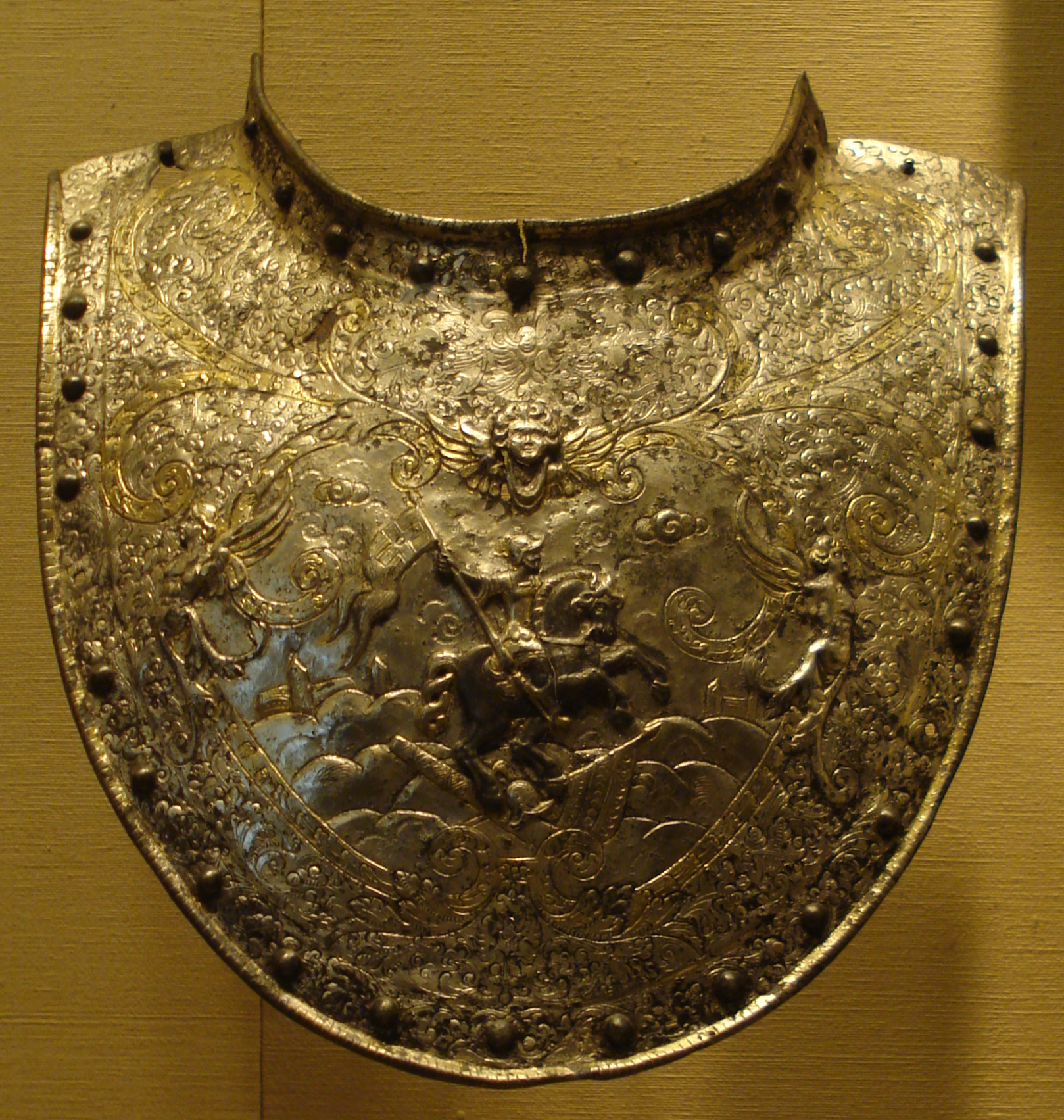
Горжет как часть доспехов.

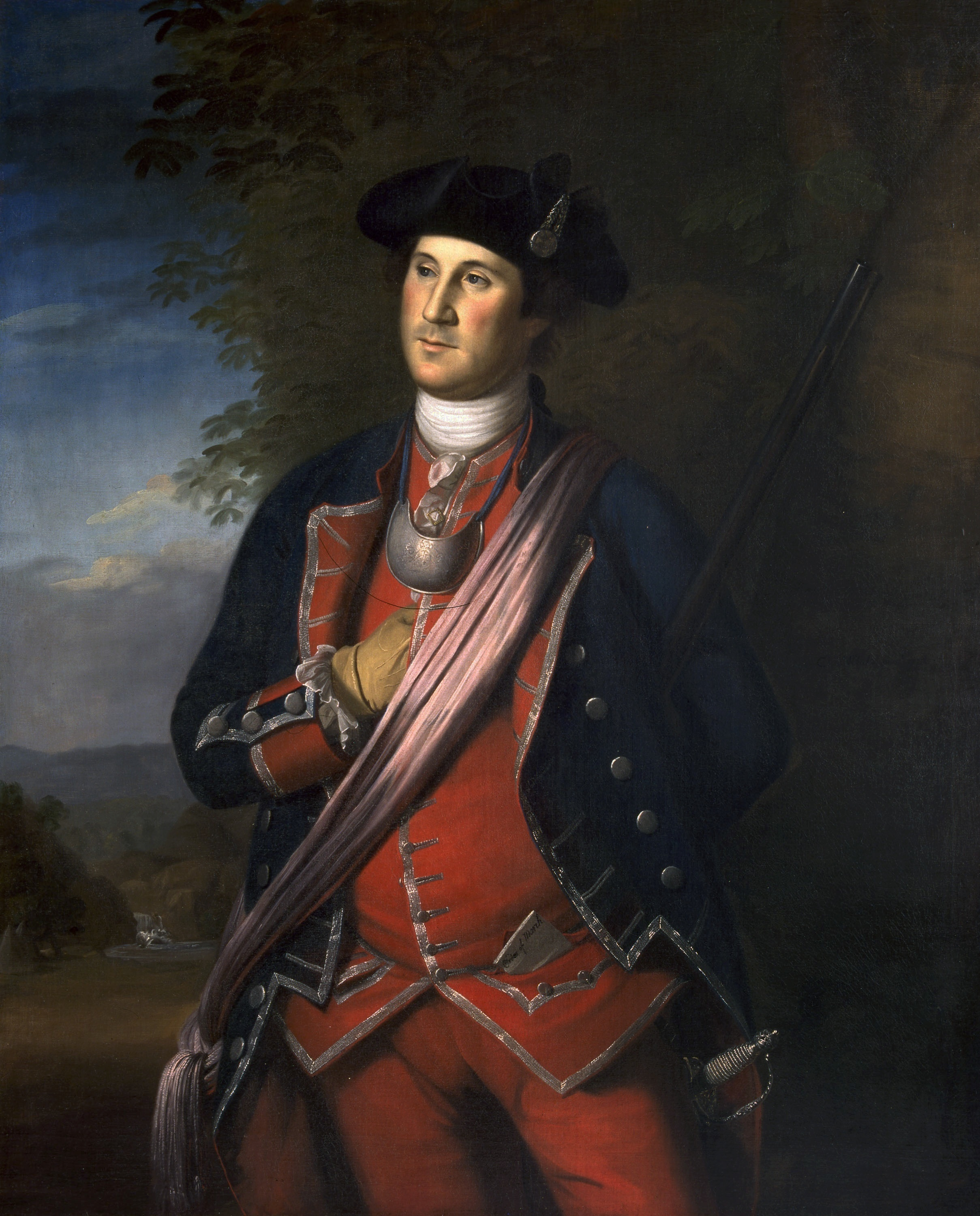
Джордж Вашингтон с горжетом (1772 год)

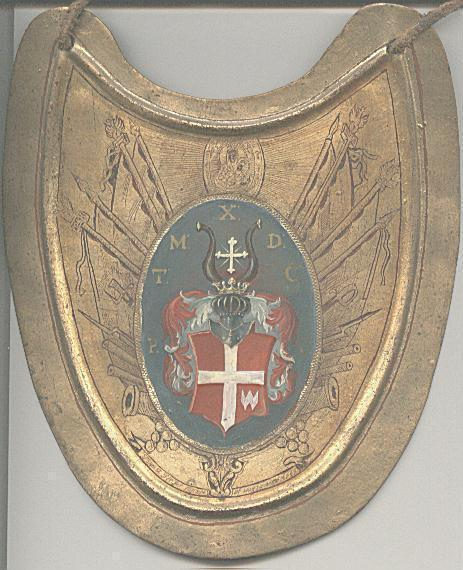
Геральдический польский горжет с гербом «Дембно», 1846

Горже́т (с фр. gorge — горло) — нагрудный знак, своего рода медальон, обычно в форме щита с рисунком на религиозную или военную тему, иногда с геральдическим или с государственным гербом, первоначально элемент рыцарских доспехов, впоследствии знак различия офицеров или принадлежности к тому или иному формированию (подразделению и так далее).

## Общие сведения
Первоначально горжет был частью старинных доспехов (лат), представляя собой стальной воротник для защиты шеи и горла, а предназначался для защиты от мечей и других видов холодного оружия. Большинство средневековых горжетов были простыми щитками для защиты шеи, которые носили под нагрудником и наспинником. Эти пластины поддерживали вес носимой на них брони и зачастую были оборудованы ремнями для крепления других частей доспеха.
С исчезновением лат горжет сохранился как символ «благородства» его обладателя (поскольку доспехи являлись символом рыцарства, то и горжет — элемент доспехов — указывал на рыцарский статус). Не удивительно, что в европейских армиях горжет стал знаком различия офицера.
С XVI века размер горжета постепенно уменьшается и он используется сам по себе, без остальной брони. В XVII веке принял форму полумесяца или гербового щитка, став патриотическим и религиозным знаком отличия или даже украшением, потеряв своё защитное значение.
До конца XVIII века погоны и эполеты, как правило, не обозначали чин (звание). Эту функцию частично выполнял покрой формы одежды, а частично — горжет. По его расцветке и/или форме можно было определить чин (звание), а иногда — и полк, где служил офицер (например, в Русской императорской армии Преображенский и Семёновский полки имели особые горжеты).
С распространением погон и эполет как знаков различия горжет потерял своё значение. Он стал декоративным элементом офицерской формы, обычно — парадной.
Часто горжет носили члены каких-либо военных отрядов, подчёркивая свой патриотизм и приверженность к той или иной религии — в том числе, участники Барской конфедерации, Краковского восстания 1846 года, Национальных вооружённых сил и организации «Свобода и независимость».
С конца XIX века горжет (в отдельных странах) носят лишь военнослужащие (обычно офицеры) привилегированных частей в торжественных случаях. Одним из исключений являлся горжет полевой жандармерии вермахта (1933—1945).
В современной Польше миниатюрные украшения в виде горжетов с изображением Девы Марии Остробрамской, сделанные из драгоценного металла, являются привычным подарком на крещение или вешаются на стены как патриотические украшения.

## Горжет как часть средневековых доспехов
В конце XIV — начале XV веков мастерство кузнецов-доспешников достигло такого уровня, что появилась возможность изготовления доспехов, полностью закрывавших тело владельца стальными пластинами — в том числе и шею, которая является одной из наиболее уязвимых частей тела и которая до этого защищалась только кольчужной бармицей либо кольчужным капюшоном. Первая пластинчатая защита шеи была использована в гранд-бацинетах. Позднее, с распространением арметов, пластинчатая защита шеи стала неотъемлемым их элементом и крепилась, как правило, на сам шлем. В пехоте подобная конструкция применения не имела, так как пехота в то время крайне редко надевала латные доспехи, довольствуясь бригандинами.
С середины XV века, с распространением саладов различных форм, горже, с добавлением к нему защиты подбородка, эволюционировало в бувигер. Он был очень популярен как у кавалерии, так и в пехоте. При этом, несмотря на разнообразие форм самих саладов, бувигеры под них использовались также и в пехоте, вместе с бригандными доспехами. В хрониках Жана Фруассара существует масса примеров тому, причём бувигеры зачастую использовались даже лучниками, вероятнее всего как трофеи.
К началу XVI века, с распространением огнестрельного оружия, латная защита шеи постепенно выходит из употребления, главным образом потому, что появление огнестрельного оружия делает её неэффективной. Однако в составе сперва максимилиановских, а далее поздних латных доспехов горже было неотъемлемой частью уже кирасы, к которой оно крепилось на плавающих заклёпках. Арметы и бургиньоты XVI века ковались таким образом, чтобы горже заходило под их защиту шеи, и образовывали надёжную защиту. Горже вышло из употребления только одновременно с кирасами, и произошло это к концу XVII века. Доспехи кирасиров этого элемента защиты были лишены.

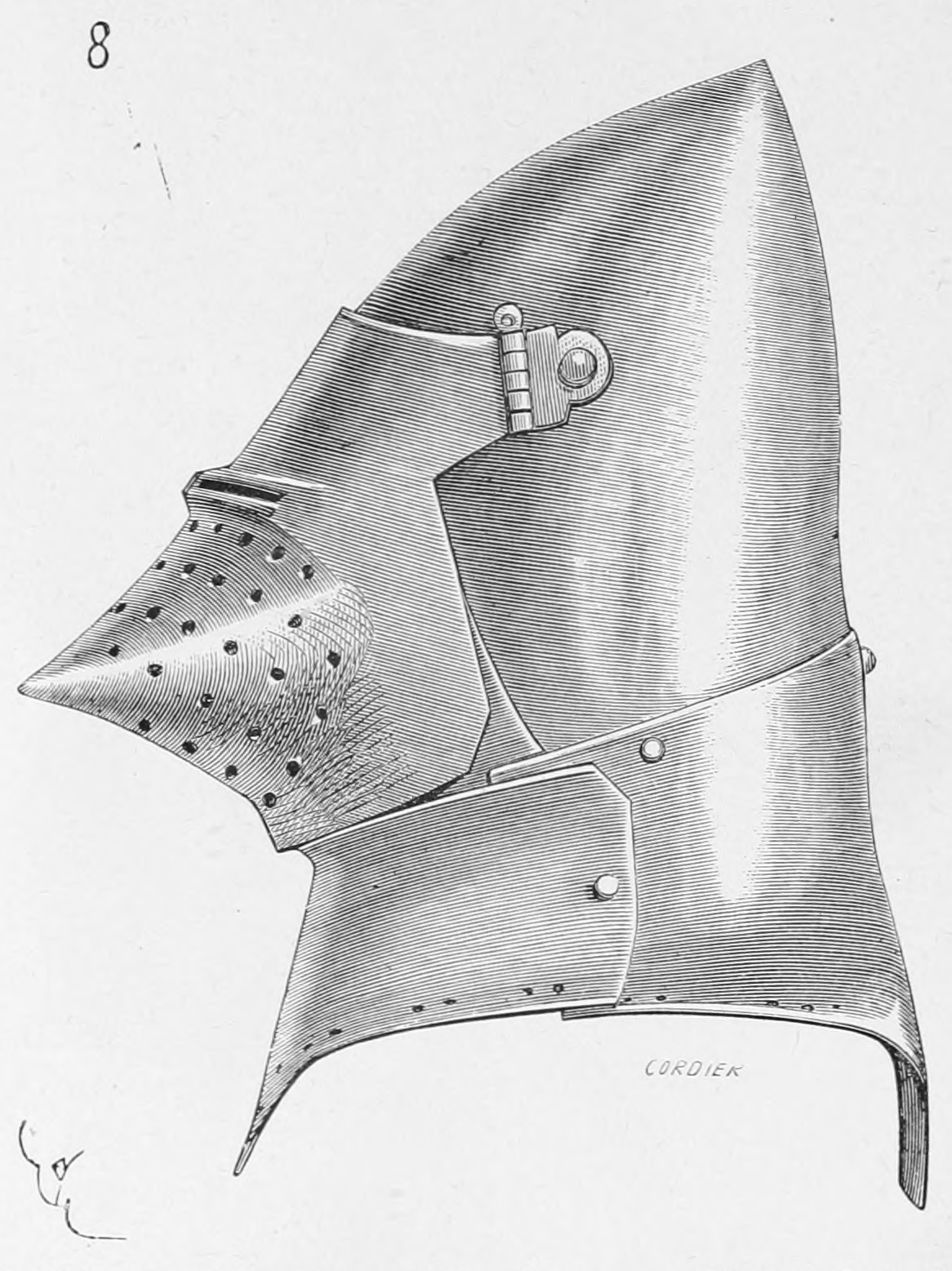
Гранд-бацинет. Иллюстрация из книги Иммануила Виолле-Ле-Дюка
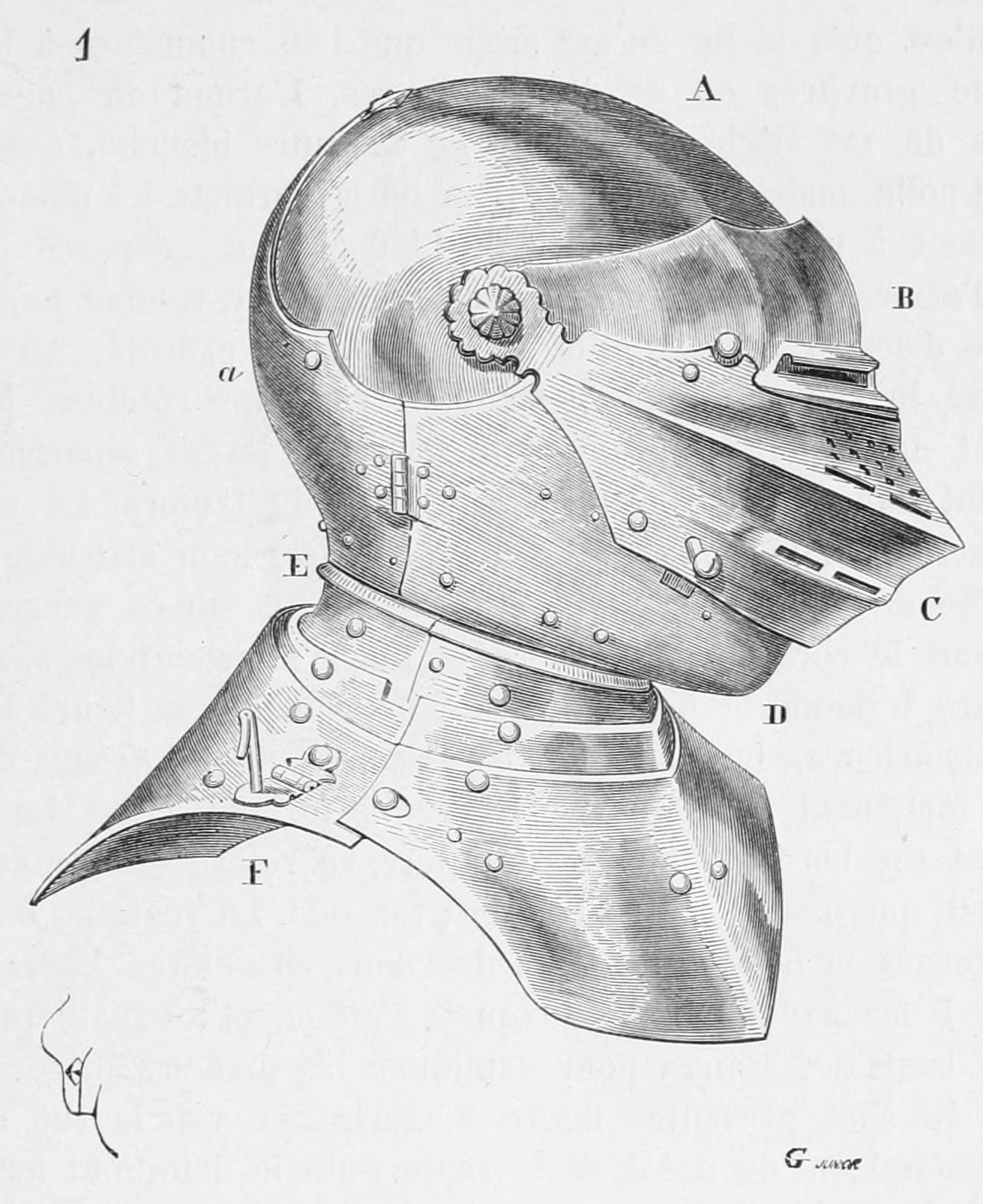
Армет с горже. Иллюстрация из книги Иммануила Виолле-Ле-Дюка
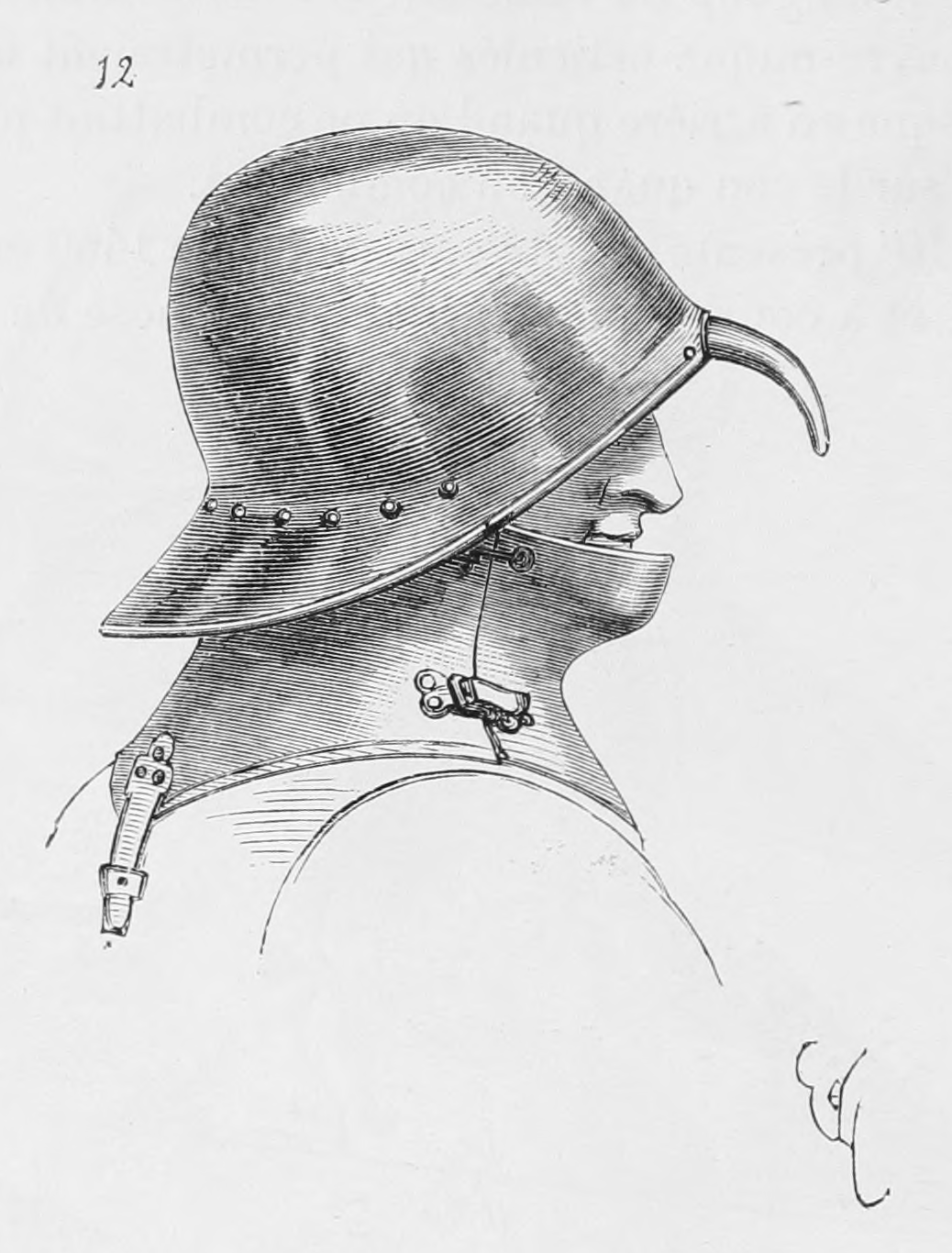
Пехотный саллет с бувигером. Иллюстрация из книги Иммануила Виолле-Ле-Дюка
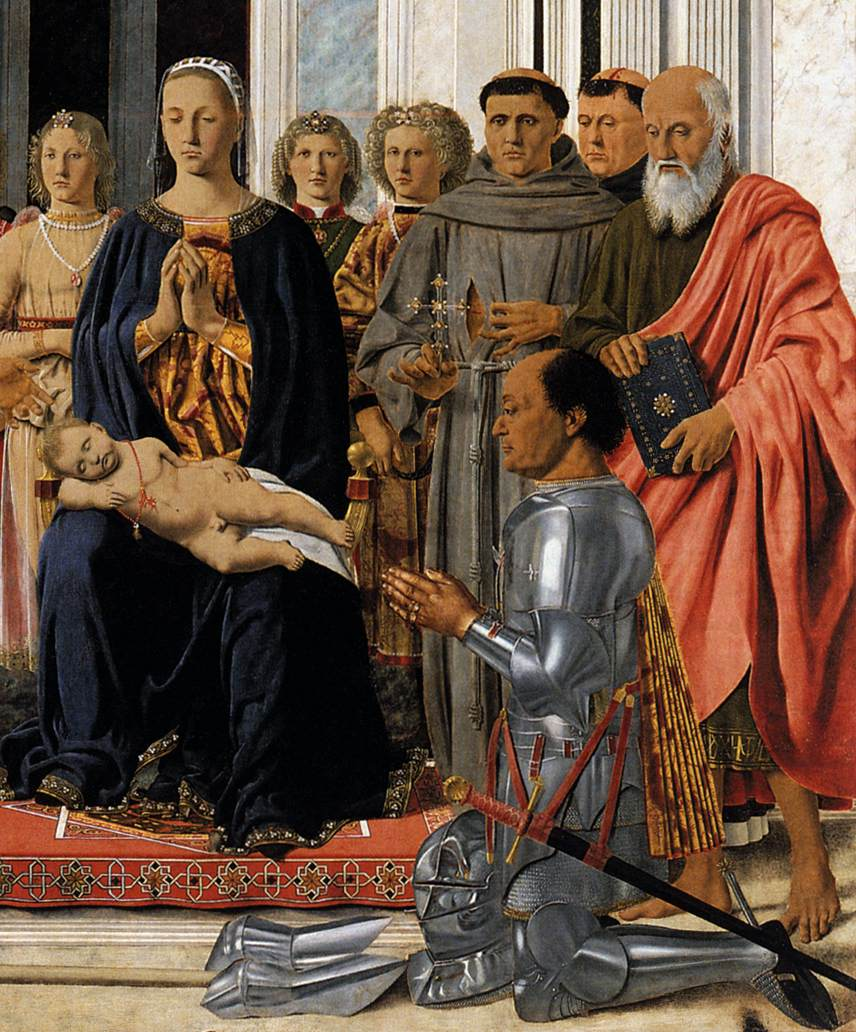
Фрагмент картины «Мадонна с младенцем и святыми» (алтаря Монтефельтро). Автор Пьеро делла Франческа, 1472 год. Находится в Пинакотеке Брера, Милан. Хорошо видно горже на армете
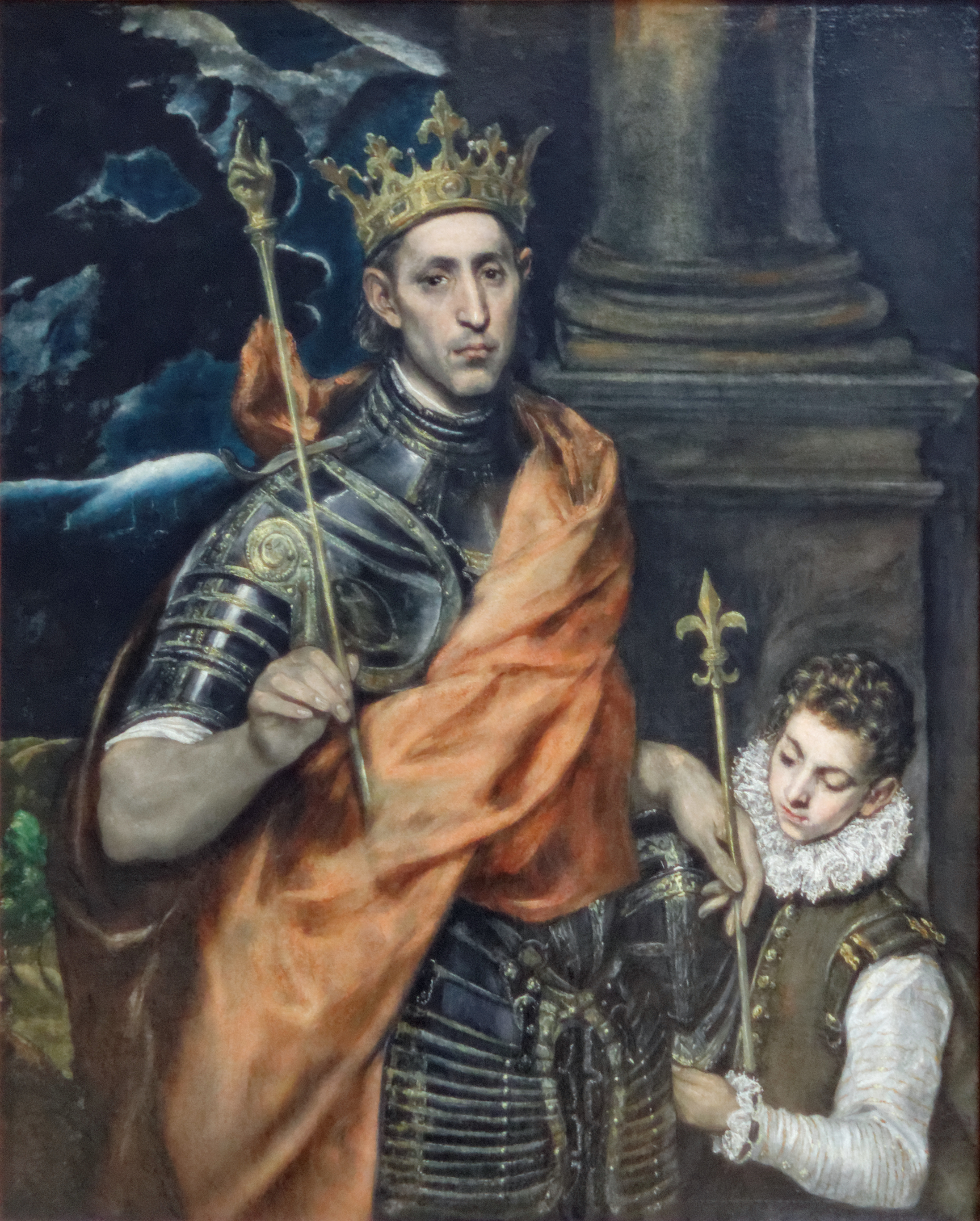
Людовик Святой, король Франции. Художник Эль Греко, 1585-1590 год. Лувр
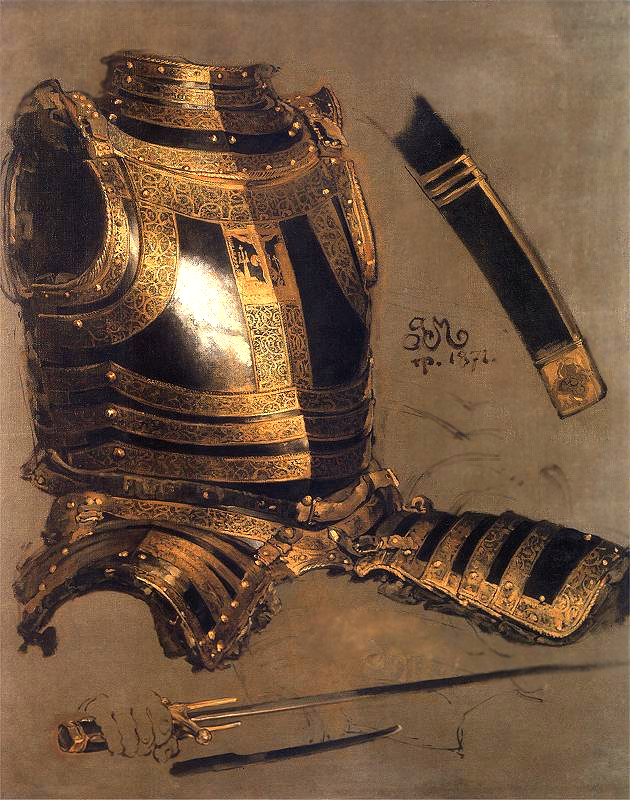
Доспехи Стефана Батория. Художник Ян Матейко, 1872 год

## Россия

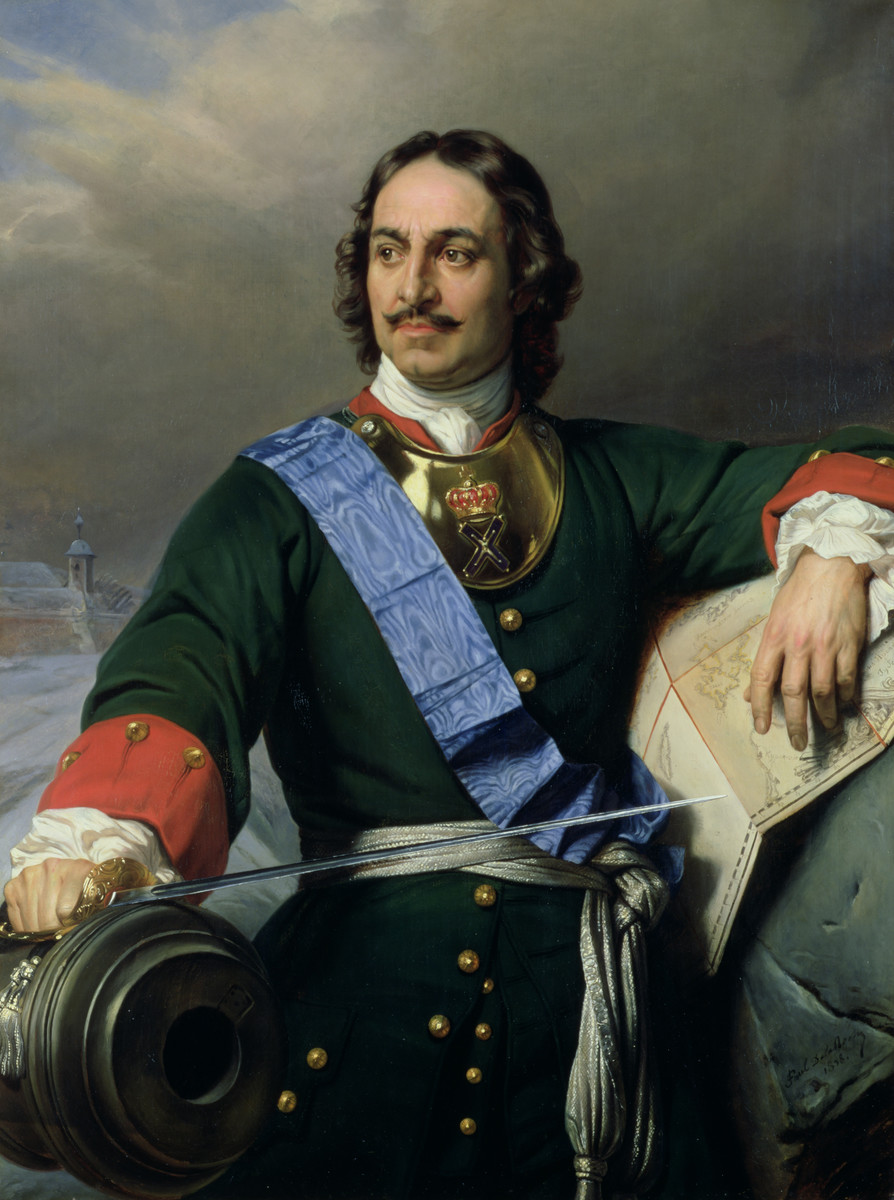
Пётр I в форме офицера Преображенского полка с горжетом

В регулярной армии Петра I офицеры в качестве знаков различия имели горжет, трехцветный бело-сине-красный шарф с серебряными и золотыми кистями, офицерский пояс и шпагу с вызолоченным эфесом. Офицерский горжет имел форму полумесяца с государственным гербом в центре, надевался под воротник, прикреплялся шнурками к эполетам и пуговицам.
Отменён в 1858 году, оставлен с 1884 года (как знак отличия) для ношения только обер-офицерам лейб-гвардии Преображенского и Семеновского полков и 1-й батареи лейб-гвардии 1-й артиллерийской бригады, которые имели пожалованные Петром I знаки за отличие в бою под Нарвой 19 ноября 1700 года (знак представлял собой выбитую на горжете надпись «1700 NO.19»). С 1864 года подобные знаки было приказано носить в строю офицерам 1-го военного Павловского училища.
В 1699—1716 годы расцветка горжетов была следующая:
| Чин          | Цвет поля | Цвет обода | Цвет герба |
| ------------ | --------- | ---------- | ---------- |
| Прапорщик    | Серебро   | Серебро    | Серебро    |
| Подпоручик   | Серебро   | Золото     | Серебро    |
| Поручик      | Серебро   | Серебро    | Золото     |
| Капитан      | Серебро   | Золото     | Золото     |
| Майор        | Золото    | Золото     | Серебро    |
| Подполковник | Золото    | Серебро    | Золото     |
| Полковник    | Золото    | Золото     | Золото     |

Офицерские знаки Русских гвардии и армии
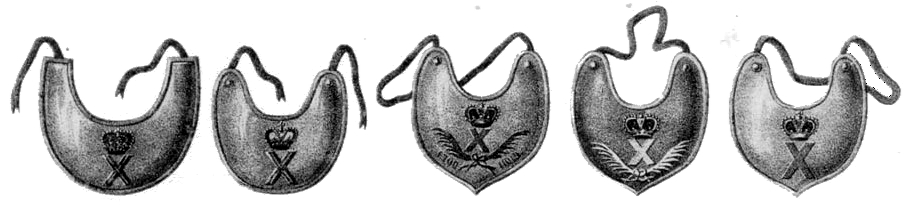
1700 — 1732
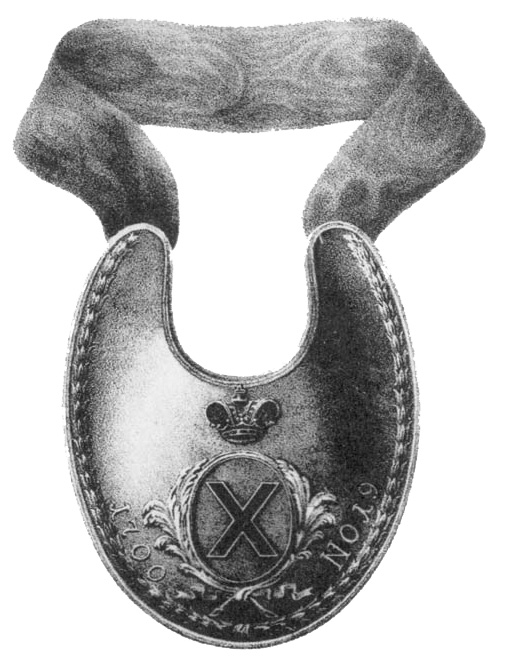
1727 — 1732. Обер-офицерский знак Л.Гв. Преображенского и Семёновского полков
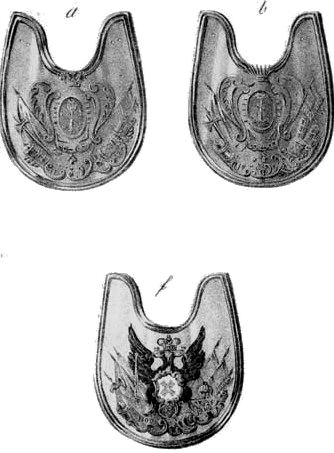
1732 — 1742. Офицерские знаки гарнизонных офицеров
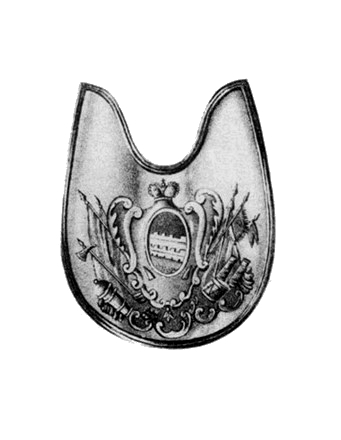
1756 — 1762. Знак офицеров пехотного полка
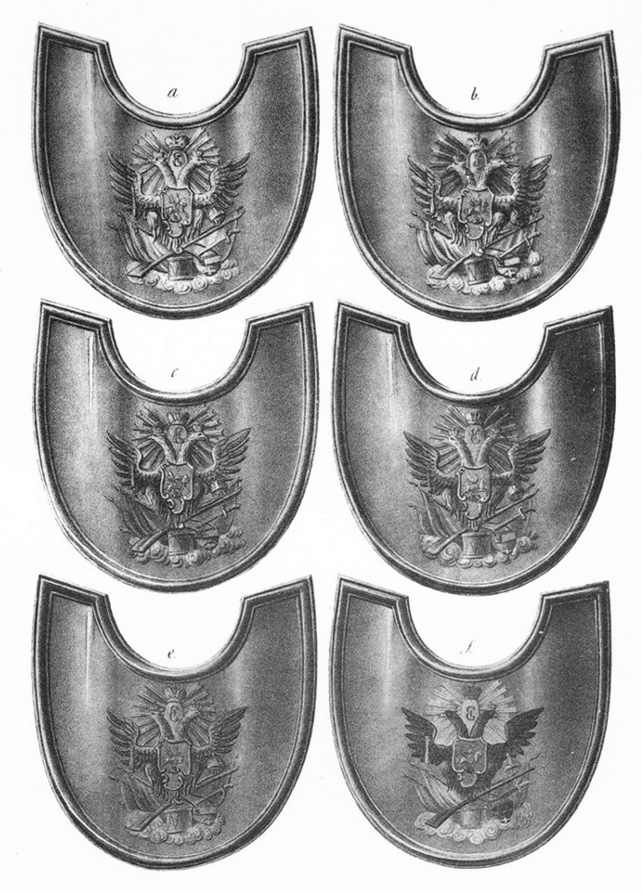
1756 — 1760. Офицерские знаки полков обсервационного корпуса
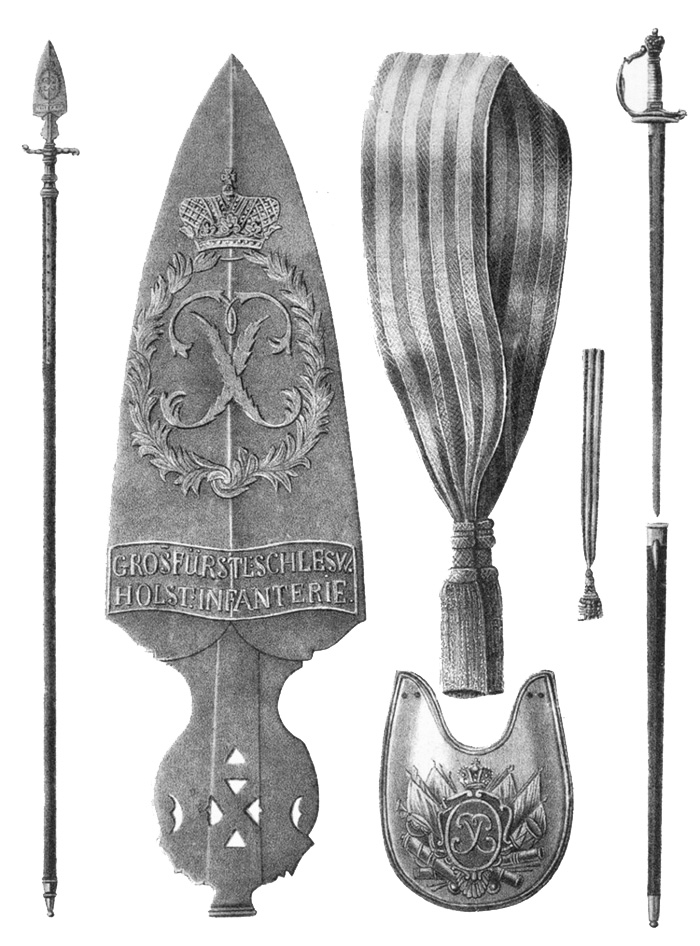
1756 — 1762. Офицерские знаки голштинских войск
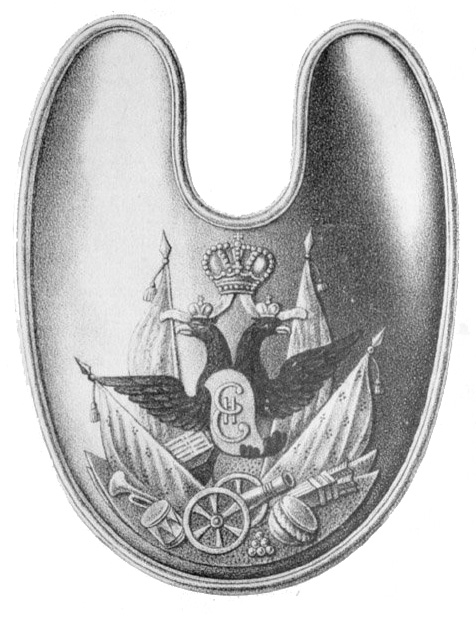
1788 — 1796. Пехотный офицерский знак
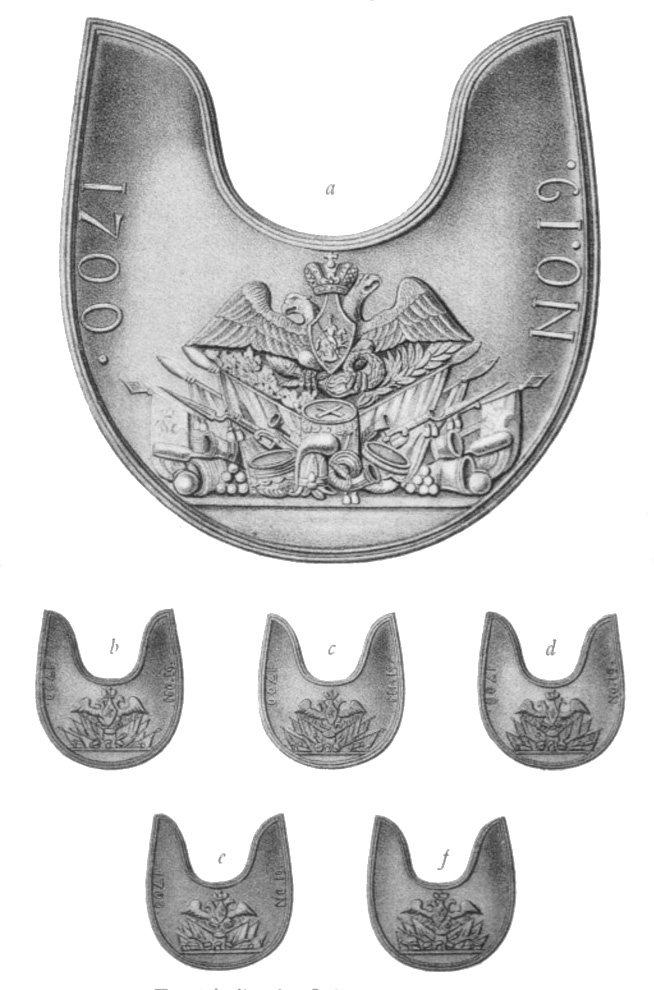
c 1808 года Гвардейские офицерские знаки
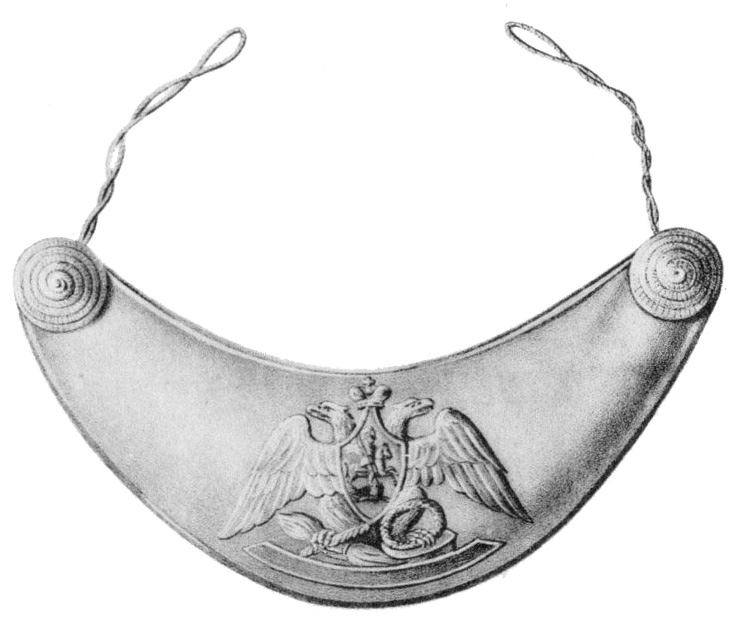
1820. Армейский офицерский знак
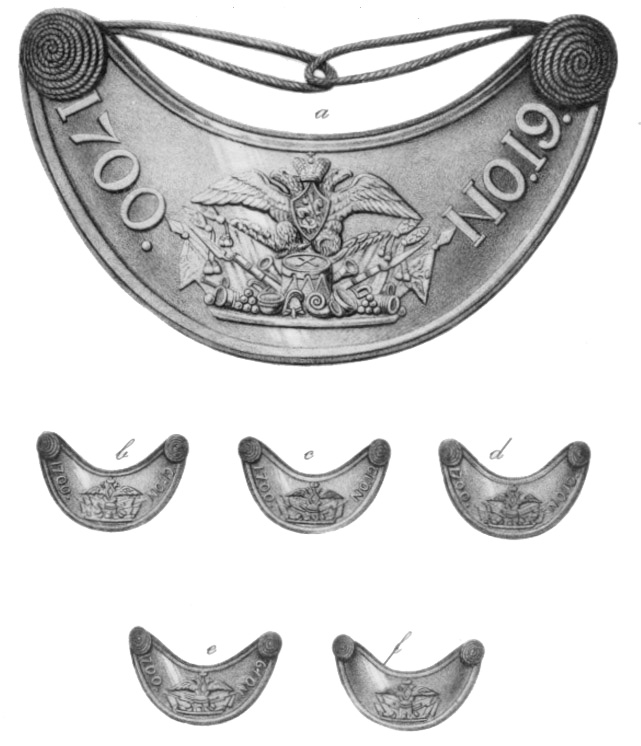
1820. Гвардейские офицерские знаки

## Горжеты в XX веке
|                                                 | | |
| Горжет полевых жандармов на фоне формы вермахта | Миниатюрный горжет в виде нагрудной бляхи с изображением на религиозную тематику на мундире бойца польского антикоммунистического подполья (вторая половина 1940-х годов. Справа — крупный план) | Миниатюрный горжет в виде нагрудной бляхи с изображением на религиозную тематику на мундире бойца польского антикоммунистического подполья (вторая половина 1940-х годов. Справа — крупный план) |

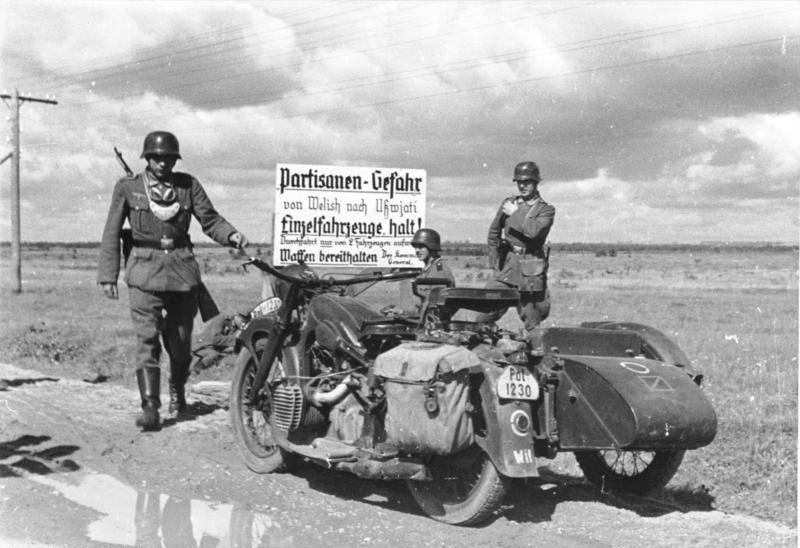
Жандармы на территории СССР, Июль 1941. Хорошо видны горжеты
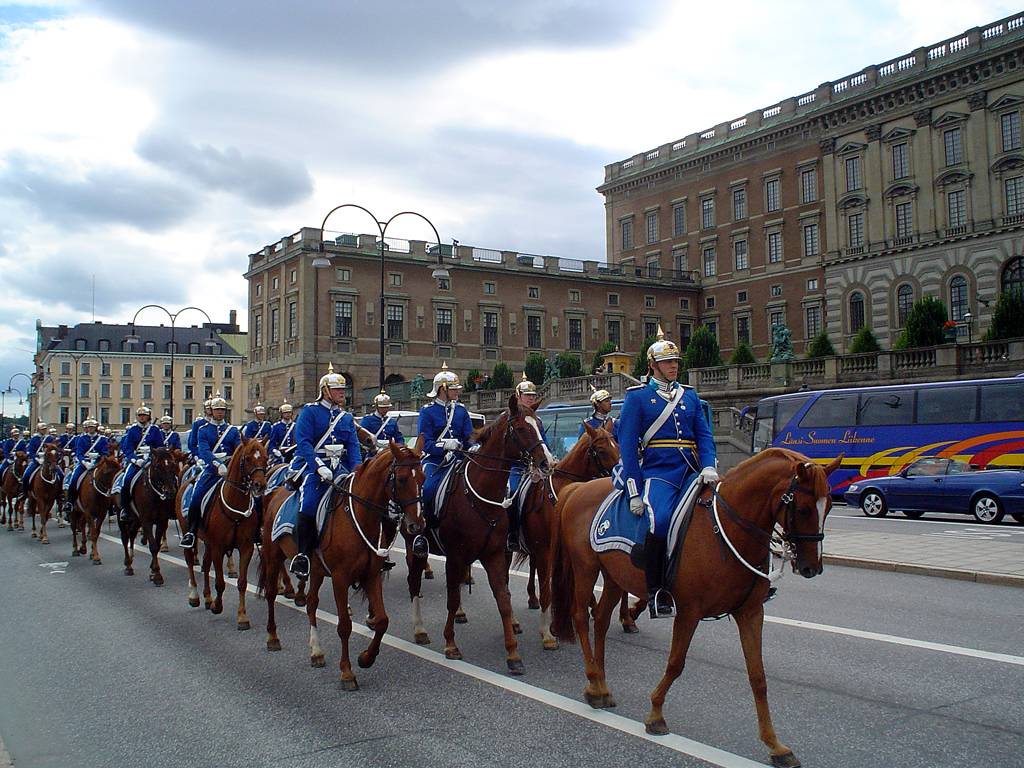
Королевские гвардейцы в Швеции перед Стокгольмским дворцом: у офицера (едет первым в колонне) хорошо виден горжет